# Кайзерслаутерн (район)
Кайзерсла́утерн (нем. Kaiserslautern) — район в Германии. Центр района — город Кайзерслаутерн. Район входит в землю Рейнланд-Пфальц. Занимает площадь 639,85 км². Население — 109 281 чел. Плотность населения — 171 человек/км². Официальный код района — 07 3 35.
Район подразделяется на 50 общин.

## Города и общины
Управление Брухмюльбах-Мизау
1. Брухмюльбах-Мизау (7 678)
2. Герхардсбрун (159)
3. Ламбсборн (806)
4. Лангвиден (273)
5. Мартинсхёэ (1 771)

Управление Энкенбах-Альзенборн
1. Энкенбах-Альзенборн (7 124)
2. Мелинген (3 897)
3. Нойэмсбах (838)
4. Зембах (1 178)

Управление Хокспейер
1. Фишбах (837)
2. Франкенштайн (1 067)
3. Хокспейер (4 769)
4. Вальдлайнинген (431)

Управление Кайзерслаутерн-Зюд
1. Криккенбах (1 195)
2. Линден (1 200)
3. Квайдерсбах (2 840)
4. Шоп (1 523)
5. Штельценберг (1 228)
6. Трипштадт (3 152)

Управление Ландштуль
1. Бан (2 360)
2. Хауптштуль (1 286)
3. Киндсбах (2 509)
4. Ландштуль (8 956)
5. Миттельбрун (697)
6. Оберарнбах (455)

Управление Оттербах
1. Франкельбах (339)
2. Хиршхорн (822)
3. Кацвайлер (1 737)
4. Мельбах (1 182)
5. Ольсбрюккен (1 148)
6. Оттербах (4 022)
7. Зульцбахталь (483)

Управление Оттерберг
1. Хайлигенмошель (695)
2. Нидеркирхен (2 106)
3. Оттерберг (5 256)
4. Шаллоденбах (941)
5. Шнеккенхаузен (625)

Управление Рамштайн-Мизенбах
1. Хюченхаузен (4 054)
2. Котвайлер-Шванден (1 372)
3. Нидермор (1 521)
4. Рамштайн-Мизенбах (8 107)
5. Штайнвенден (2 574)

Управление Вайлербах
1. Эрценхаузен (728)
2. Ойленбис (534)
3. Колльвайлер (418)
4. Маккенбах (2 013)
5. Райхенбах-Штеген (1 470)
6. Роденбах (3 353)
7. Шведельбах (1 092)
8. Вайлербах (4 550)